# Џозеф Мерик
Џозеф Кери Мерик (енгл. Joseph Carey Merrick; 5. август 1862 — 11. април 1890) је био енглески уметник познат по својим тешким физичким деформитетима. Прво је био изложен на шоу наказа под уметничким именом "Човек слон", а затим је отишао да живи у Лондонској болници, у Вајтчепелу, након што је упознао хирурга сер Фредерика Тревса. Упркос својим изазовима, Мерик је створио детаљна уметничка дела, као што су замршени модели зграда и постао је добро познат у лондонском друштву.
Мерик је рођен у Лестеру и почео је да се ненормално развија пре пете године. Мајка му је умрла када је имао једанаест година, а отац се убрзо поново оженио. Одбачен од оца и маћехе, напустио је дом и отишао да живи код свог ујака, Чарлса Мерика. Године 1879, 17-годишњи Мерик је ушао у радну кућу Лестер Унион. Године 1884. контактирао је шоумена по имену Сем Тор и предложио му да буде изложен. Тор је организовао групу људи који ће управљати Мериком, кога су назвали "Човек слон". Након обиласка источног Мидландса, Мерик је отпутовао у Лондон да би био изложен у продавници пени гафа коју је изнајмио шоумен Том Норман. Продавницу је посетио хирург Фредерик Тревс, који је позвао Мерика да буде физички прегледан. Тревс је изложио Мерика на састанку Патолошког друштва у Лондону 1884. године, након чега је Норманову радњу затворила полиција. Мерик се тада придружио циркусу Сема Ропера, а затим је био на турнеји по Европи од стране непознатог менаџера.
У Белгији, Мерика је опљачкао његов управник и напустио га у Бриселу. На крају се вратио у Лондонску болницу, где му је дозвољено да остане до краја живота. Тревс га је свакодневно посећивао и пар је развио блиско пријатељство. Мерика су такође посетиле неке од богатих дама и господе из лондонског друштва, укључујући Александру, принцезу од Велса.
Мерик је умро у болници 11. априла 1890. Иако је званични узрок његове смрти била гушење, Тревс, који је извршио обдукцију, закључио је да је Мерик умро од прелома врата.
Тачан узрок Мерикових деформитета је нејасан, али се 1986. године претпостављало да има Протејев синдром. У студији из 2003. године, ДНК тестови на његовој коси и костима били су неуверљиви јер је његов скелет био избељен више пута пре него што је био изложен у Краљевској болници у Лондону. Мериков живот је приказан у драми Бернарда Померанса из 1977. и у филму Дејвида Линча из 1980. године, оба под називом Човек слон.

## Здравствено стање
Још од Мерикових дана на Вајтчепел Роуду, његово стање је остало извор радозналости за медицинске професионалце. Његово појављивање на састанку Патолошког друштва у Лондону 1884. изазвало је интересовање присутних лекара, али није добило ни одговоре ни ширу пажњу којој се Тревс надао. Случај је добио само кратко помињање у научном часопису, док је Лансет одбио да га уопште помене.
Четири месеца касније, 1885, Тревс је по други пут изнео случај пред састанак. До тада је радња Тома Нормана на Вајтчепел Роуду била затворена и Мерик је кренуо даље, тако да се у Мериковом одсуству Тревс задовољио фотографијама које је направио током прегледа. Један од присутних лекара на састанку био је Хенри Радклиф Крокер, дерматолог који је био ауторитет за кожне болести. Након што је чуо Тревсов опис Мерика и прегледао фотографије, Крокер је предложио да би Мериково стање могло бити комбинација пахидерматоцеле и неименованог деформитета костију, све узроковано променама у нервном систему. Крокер је писао о Мериковом случају у својој књизи Diseases of the Skin: their Description, Pathology, Diagnosis and Treatment из 1888.
Током 2002, генеалошко истраживање за филм довело је до позива Би-Би-Сија да се уђе у траг Мериковој породичној линији по мајци. Као одговор на апел, откривено је да је становник Лестера по имену Пат Селби унука Мериковог ујака Џорџа Потертона. Истраживачки тим је узео узорке ДНК од Селби у неуспешном покушају да се дијагностикује Мериково стање. Током 2003. године, филмски ствараоци су наручили даље дијагностичке тестове користећи ДНК из Мерикове косе и костију, али резултати ових тестова су се показали неуверљивим; стога, тачан узрок Мериковог здравственог стања остаје непознат.